# Христо Ганов
Христо Ганов е български учител, деец на Българското тайно революционно братство.

## Биография
Роден е в Плевен на 11 септември 1864 година. Като ученик в Габровската гимназия е един от инициаторите за възстановяване на читалище „Съгласие“ през 1885 година. По време на Сръбско-българската война в 1885 година се записва в доброволческия Ученически легион. Завършва химия в Цюрих, Швейцария. След завръщането си става учител в Солунската гимназия. През 1894-95 г. Ганов се премества в Кюстендил и става преподавател в Педагогическото училище там. След спор с директора е отстранен от работа. Междувременно успява да се ожени за дъщерята на заможен търговец, след което се връща в Солунската гимназия, където през март 1897 година е сред учредителите на Българското тайно революционно братство.
На 3 юни 1897 година е убит от сръбски агенти, подтикнати от ренегата Илия Пейчиновски от Струга, бивш учител в Солунската българска гимназия. Пейчиновски е в лоши отношения с Ганов, защото последният пише на близките му, че той е станал ренегат. Убийството е извършено с пистолет в солунското кафене „Коломбо“. Присъстващият Иван Гарванов се притича на помощ, но е тежко ранен. Съдебното следствие установява, че следите на атентата водят към сръбския консул в Солун.
Тримата сръбски поданици бързо са заловени от властите и на процеса не отричат вината си, но твърдят, че сбиването станало случайно. Австро-унгарският поданик Лука Лакитич обаче заявява, че сръбското консулство в Солун замисля и поръчва убийството на Христо Ганов. Атанас Шопов докладва в София, че на „съдилището му е заповядано да накаже само преките убийци, а да не дава на делото политическо-народностен характер“, поради това съдията не привлича като обвиняем И. Пейчиновски и покровителства убийците. Леките присъди, които получават убийците – между 8 месеца и 3 години затвор, потвърждават това.
По този повод вестник „Знаме“ бележи:
| „ | Сръбската пропаганда в Македония достигна най-високата точка по пътя на своите злодеяния с убийството на българския учител Христо Ганов. | “ |

Процесът е истинска комедия. Пейчиновски не е осъден. На 6 септември 1897 година обаче той е убит в Солун по нареждане на Даме Груев от Иванчо Карасулията и Митре Дудуларски с помощта на Андон Кьосето.